# 日本女子プロサッカーリーグ
日本女子プロサッカーリーグ（にほんじょしプロサッカーリーグ、英: Japan Women's Empowerment Professional Football League）は、日本の女子サッカーの最上位リーグである。公益財団法人日本サッカー協会（JFA）と、公益社団法人日本女子プロサッカーリーグが主催する。略称はWEリーグ（ウィーリーグ、英: WE LEAGUE）。
2024-25シーズンから2シーズンは、SOMPOホールディングスとタイトルパートナー契約を結び、「SOMPO WEリーグ（ソンポ ウィーリーグ、英: SOMPO WE LEAGUE）」の名称を用いる。

## 概要
日本サッカー協会（JFA）では、従来女子サッカーのリーグ戦として日本女子サッカーリーグ（なでしこリーグ）を開催してきたが、これをさらに発展させ、女子のプロサッカー選手によるチーム主体のリーグを新たに設立することを構想。2019年9月に、元サッカー日本女子代表（なでしこジャパン）監督でJFA理事の佐々木則夫を室長とした「女子新リーグ設立準備室」を立ち上げ検討を行った結果、2020年6月にリーグの設立を公表した。2020年7月、初代の代表理事に岡島喜久子が就任。代表理事の呼称が「チェア」となる。
リーグ名称の「WE」は「Women Empowerment」の略で、JFAでは「女子サッカー・スポーツを通じて、夢や生き方の多様性にあふれ、一人ひとりが輝く社会の実現・発展に貢献する」という理念も同時に示している。参加チーム数は当初6～10チーム程度を想定し、リーグやクラブが安定するまでの数年間は降格を行わず、新規参入クラブを受け入れるのみのエキスパンション型（拡大型）を採用していく。スケジュールは9月開幕・5月閉幕の秋春制で、ホーム&アウェイ方式による全チーム総当り制。
なお、なでしこリーグについては、WEリーグ発足後も「アマチュアのトップリーグ」として存続する。
2021年7月1日付けで運営組織（法人）が一般社団法人から公益社団法人へ移行した。
2022年9月29日、2代目の代表理事（チェア）に髙田春奈が就任。
2023-24シーズンはリーグ映像利用規程、写真利用規程について特例が適用される。
2024年9月26日、第3代理事長（チェア）にJリーグの野々村芳和チェアマンが、副理事長に日本サッカー協会の宮本恒靖会長が就任した。

## 設立理念と意義
WEリーグ設立に当たって、「女子サッカー・スポーツを通じて、夢や生き方の多様性にあふれ、一人ひとりが輝く社会の実現・発展に貢献する」の理念の元に、設立意義として次の4つを掲げている。
1. 日本の女性活躍社会を牽引する。
2. 日本に「女性プロスポーツ」を根付かせる。
3. 日本の女子サッカーの発展に貢献する。
4. なでしこジャパンを再び世界一にする。

FIFA編集部の考察では、サッカーだけに集中できる環境を整えられたことは、間違いなくレベルの底上げへとつながっていくことが期待できると述べた一方で、日本では小学生の頃は男子と女子が入り混じってプレーするが、中学校に入ると男子と女子では競技レベルや身体レベルで明らかに差が出てしまい、またサッカーを続けたくても女子サッカー部が学校にないことも珍しくない。レジェンドの一人である宮間あやでさえ、ユースの頃は監督に頼みこんで男子サッカー部の練習に混じってトレーニングをしていたなどと語り、女子サッカーはいまだにマイナー競技という認識は根強く、プロを目指すことに理解を示す人間は日本ではまだ少数派と言わざるを得ないとも述べた。
それでも、代表ではU-17やU-20など世代別の大会で優勝したり、フル代表も設立後初のワールドカップでは優勝したスペインや優勝経験国のノルウェーを破ってベスト8まで勝ち進み、他にもマイナビ仙台レディースの選手が日本人選手12年ぶりとなるゴールデンブーツを受賞したり、日テレ・東京ヴェルディベレーザの10代の選手が活躍するなど方向性は間違っていないとの見方もある。リーグの資料によれば「日常の中でサッカーに集中できる環境」が出来た事で体格の劣る海外の選手にもフィジカル面でも負けなくなってきた事がわかったという。
チェア就任後最初のワールドカップを終えた髙田春奈氏は「もっと日本の中で（女子サッカーの）プレゼンス（存在感）を上げていかないといけない。」と述べ、小林美由紀理事は「シンボルになるような選手、もっと外国人選手を呼んでリーグ全体の競争レベルを上げれないか。」とリーグの活性化案として述べた。

### WE ACTION DAY
参入初年度は11チームで行われるため、毎節ごとに試合が行われないチームが必然的に発生する。そこでWEリーグでは試合がない日を理念を推進する日「WE ACTION DAY」（ウィー・アクション・デー）とした上で、2021年9月9日付で同リーグの理念にある多様性社会の実現に向けた活動を行うと発表した。
開幕節初日に当たる2021年9月12日はジェフユナイテッド市原・千葉レディースが対象チームとなり、「一人ひとりが輝く社会とは」と題したオンラインディスカッションやホームスタジアムであるフクダ電子アリーナ周辺の清掃活動などを行った。
その他、各クラブにおいても少年少女向けのサッカー教室、障害者向けのパラスポーツ体験イベントへの出演、ジェンダー社会や持続可能な開発目標（SDGs）の達成へ向けた取り組みとして、ホームタウンのボランティア活動などに従事する企画が行われ、2021年の広報によると以下の活動実績をあげた（チーム名は出典による）。
| 発信日                                      | 種別・テーマ （凡例：E／N／R）                                                  | 内容 | クラブ名                     |
| ------------------------------------------- | ------------------------------------------------------------------------------- | --- | ---------------------------- |
| 9月16日                                     | （R）WE ACTION DAY 「一人ひとりが輝く社会とは」                                 | オンラインフォーラム開催 | ジェフ千葉レディース         |
| 9月23日                                     | （R）WE ACTION DAY 「地域の皆さんとホームタウンをクリーンアップ」               | 「六甲アイランド」で清掃活動を実施 | INAC神戸レオネッサ           |
| 9月30日                                     | （R）WE ACTION DAY 「プロの姿勢を女子中学生に伝授」                             | ホームタウンの女子中学生を対象にサッカースキルアップスクールをオンラインで開催                                                                      | 三菱重工浦和レッズレディース |
| 10月8日                                     | （R）WE ACTION DAY 「サッカーでインクルーシブな社会を！」                       | 知的障がいや発達障がいのある子どもたちと交流 | ノジマステラ神奈川相模原     |
| 10月15日                                    | （R）WE ACTION DAY 「輝ける未来をともに創ろう」                                 | 働く女性にスポットライトを当てた二つのトークショーを開催                                                                                            | アルビレックス新潟レディース |
| 10月21日                                    | （R）WE ACTION DAY 「新しい風（VENTUS）と共に」                                 | 「VENTUS ACTION WEEK」（10月12日‐17日）を開催 | 大宮アルディージャVENTUS     |
| 11月4日                                     | （R）WE ACTION DAY 「サッカーのまち、女性活躍推進のまち、利府町から大きな輪を」 | 東京五輪でサッカー女子の試合が行われた宮城県利府町で「Women Empowerment ふれあいデー」を開催                                                        | マイナビ仙台レディース       |
| 11月10日                                    | （N）WEリーグの理念推進活動                                                     | 「WE ACTION」特設ページを開設 |                              |
| 11月12日                                    | （R）WE ACTION DAY 「ファミリーとともに一人ひとりが輝く社会を」                 | SDGsをテーマに四つのイベントを開催 | サンフレッチェ広島レジーナ   |
| 11月19日                                    | （R）WE ACTION DAY 「BELEZA DREAM PROJECT～女性活躍の未来へ」                   | “女子プロサッカー選手”という新しい職業を少女たちが選手たちと一緒に実体験                                                                            | 日テレ・東京ベレーザ         |
| 11月26日                                    | （R）WE ACTION DAY 「スポーツを通じて地域とともに輝く未来を」                   | 長野市でボッチャ大会、諏訪市と宮田村でサッカー教室を開催                                                                                            | AC長野パルセイロ・レディース |
| 12月13日                                    | （R）WE ACTION DAY 「子どもたちの未来に夢や希望を！」                           | 熊谷市の児童養護施設の子どもたちと交流 | ちふれASエルフェン埼玉       |
| 12月17日                                    | （R）第1回 WE ACTION MEETING                                                    | リーグパートナー、メディア、クラブ総勢44名でジェンダー課題をディスカッション                                                                        |                              |
| 2月1日                                      | （R）第2回 WE ACTION MEETING                                                    | 選手たちから集まったジェンダー課題をパートナー、メディアとともにディスカッション                                                                    |                              |
| 3月11日                                     | （R）WE ACTION DAY 「『WE』の輪を広げよう～男女サッカーの垣根を越えた初の試み」 | デンカビッグスワンスタジアムでのプレーヤーズトークショーやオンラインによる「新潟県親子サッカー教室」などを開催                                      | アルビレックス新潟レディース |
| 3月18日                                     | （R）WE ACTION DAY 「共生社会づくりに向けた一歩を踏み出す“学び”DAY」            | パラアスリートとパネルディスカッション&パラスポーツ体験会                                                                                           | マイナビ仙台レディース       |
| 3月25日                                     | （R）WE ACTION DAY 「誰もがスポーツを楽しむ機会を地域に創造する」               | ボッチャ大会を開催とオンラインイベントを実施 | AC長野パルセイロ・レディース |
| 3月31日                                     | （R）第3回 WE ACTION MEETING                                                    | クラブ理念推進担当者、パートナー、メディア、WEリーグの総勢41名でジェンダー課題に対する解決策のアイデアをディスカッション                            |                              |
| 4月1日                                      | （R）WE ACTION DAY 「INAC神戸住みよい街づくりプロジェクト」                     | 防犯スポーツ教室とサッカークリニックを開催 | INAC神戸レオネッサ           |
| 4月8日                                      | （R）WE ACTION DAY 「スポーツの力で一人ひとりが輝く社会を目指す」               | 発達障がいを持つ子どもたちによるサッカー大会での交流や広島経済大の学生が企画、運営した小学生のサッカー大会、繁華街の清掃活動など5つのイベントに参加 | サンフレッチェ広島レジーナ   |
| 4月25日                                     | （R）WE ACTION DAY 「WEリーガーとの交流で少女たちに輝く未来を」                 | さいたま市で「レッズレディース キッズサッカー教室」を開催                                                                                           | 三菱重工浦和レッズレディース |
| 4月29日                                     | （R）WE ACTION DAY 「ダイバーシティ&インクルージョンDAY!」                      | 障がいのある子どもたちとその保護者と交流、地域スポーツイベントにも参加                                                                              | ノジマステラ神奈川相模原     |
| 5月8日                                      | （R)WE ACTION DAY 「BELEZA DREAM PROJECT〜女性活躍の未来へ〜」                  | 稲城市で女子小学生を対象にサッカー教室を開催 | 日テレ・東京ベレーザ         |
| 5月13日                                     | （R）WE ACTION DAY 「一人ひとりが輝く社会を目指して」                           | 知的障がい者のチームと地域の社会人チームとの交流試合の支援や海を守るビーチクリーン活動への参加                                                      | ジェフ千葉レディース         |
| 5月23日                                     | （R）WE ACTION DAY 「サッカーでつながる輪を広げよう」                           | 「手話」をテーマに講習会、サッカー教室などの「VENTUS ACTION WEEK」（5月11日‐15日）を開催                                                            | 大宮アルディージャVENTUS     |
| 5月25日                                     | （R）WE ACTION DAY 「夢に向かって諦めずにチャレンジ！」                         | ホームタウン飯能市の小学生と交流 | ちふれASエルフェン埼玉       |
| 凡例：E＝イベント、N＝ニュース、R＝レポート |                                                                                 | |                              |

1. ↑  「2021-22 MOST IMPRESSIVE WE ACTION DAY」受賞[30]

2023年10月19日には、12クラブが揃った2023-24シーズンからは、新たな試みに取り組むと発表し、2024年2月10日に全クラブとリーグが同じ日に同じテーマで一斉に活動を行う“ALL WE ACTION DAY”を開催、WE ACTIONの意義をより広く発信した。またAC長野パルセイロ・レディース（2月4日 タイ開催）とマイナビ仙台レディース（2月10日 タイ開催）は初の海外でのWE ACTION DAYを開催をした。

## クラブ一覧

### 参入要件
WEリーグ参入に当たっては以下の要件（抜粋）が必要である。このほかに財務状況等も審査されるようだが、詳細は公表されていない。
- 運営にあたる法人を構成する役職員の50％以上を女性とする。（入会から3年以内に達成すること）
- 意思決定に関わる者のうち、少なくとも1人は女性とすること（取締役以上が望ましい）。
- プロA契約選手5人以上およびプロＢ・Ｃ契約選手10人以上と契約を締結すること。
- 監督はJFA･S級（またはS級相当）、JFA・A-Proの指導者資格を有する者。もしくはS級資格取得講習会を受講中の者（ただし、女性に限る）。
- JFA・B級（またはB級相当）以上の指導者資格を有する者とし、GKコーチはJFAGK･C級（GK・C級相当）以上、フィジカルコーチを設置すること。なお、コーチングスタッフ（監督またはコーチ）の中に⼥性指導者1名以上を含むこと。
- JFA・C級（C級相当）以上の指導者資格を有する者とし、GKコーチ、フィジカルコーチを設置すること。なお、コーチングスタッフ（監督またはコーチ）の中に女性指導者1名以上を含むこと。
- U-18、U-15、U-12チームを保有すること（ただし、U-18チームの保有は入会より3年以内。U-12についてはスクールまたはクリニックで代替可）。
- ホームタウン内に、別途定めるWEリーグスタジアム基準を充足するスタジアムを確保していること。（5000人以上の収容人数、明るさが1500ルクス以上の照明設備、大型映像装置の設置[53]、ホームゲームの80%以上の開催[54]）

### 選考の経緯
2020年6月3日に入会申請に関する詳細を発表。
2020年7月31日に入会申請を締め切った段階で、17の団体がこのリーグの入会の申請を届け出た。その内訳は、なでしこリーグから12クラブ、Jリーグから8クラブ、なでしこリーグにもJリーグにも所属していない新設する5クラブ、Jリーグに参加しているが女子チームを新設する3クラブ（重複あり）とのことであった。
2020年8月23日に外部有識者も加えた審査選考委員会が設置され、全4回の協議を経て、審査結果に基づく11クラブをWEリーグ理事会に推薦した。
2020年10月15日の「WEリーグ参入クラブ発表記者会見」において、11クラブの入会申請が承認されたことが発表された。
2022年9月14日、セレッソ大阪堺レディース（現在のセレッソ大阪ヤンマーレディース）の入会が承認された。

### 参入クラブ
| クラブ名                               | 呼称                           | 本拠地   | スタジアム                                    | 前所属リーグ | 参入シーズン |
| -------------------------------------- | ------------------------------ | -------- | --------------------------------------------- | ------------ | ------------ |
| マイナビ仙台レディース                 | マイナビ仙台                   | 宮城県   | ユアテックスタジアム                          | なでしこ1部  | 2021-22      |
| 浦和レッドダイヤモンズ・レディース     | 三菱重工浦和レッズレディース   | 埼玉県   | 浦和駒場スタジアム                            | なでしこ1部  | 2021-22      |
| RB大宮アルディージャWOMEN              | 大宮W                          | 埼玉県   | NACK5スタジアム大宮                           | 新設         | 2021-22      |
| ASエルフェン埼玉                       | ちふれASエルフェン埼玉         | 埼玉県   | 熊谷スポーツ文化公園陸上競技場                | なでしこ2部  | 2021-22      |
| ジェフユナイテッド市原・千葉レディース | ジェフ千葉レディース           | 千葉県   | フクダ電子アリーナ                            | なでしこ1部  | 2021-22      |
| 日テレ・東京ヴェルディベレーザ         | 日テレ・東京ベレーザ           | 東京都   | 味の素フィールド西が丘                        | なでしこ1部  | 2021-22      |
| ノジマステラ神奈川相模原               | ノジマステラ神奈川相模原       | 神奈川県 | 相模原ギオンスタジアム                        | なでしこ1部  | 2021-22      |
| AC長野パルセイロ・レディース           | AC長野パルセイロ・レディース   | 長野県   | 長野Uスタジアム                               | なでしこ2部  | 2021-22      |
| アルビレックス新潟レディース           | アルビレックス新潟レディース   | 新潟県   | デンカビッグスワンスタジアム 新潟市陸上競技場 | なでしこ1部  | 2021-22      |
| セレッソ大阪ヤンマーレディース         | セレッソ大阪ヤンマーレディース | 大阪府   | ヨドコウ桜スタジアム                          | なでしこ1部  | 2023-24      |
| INAC神戸レオネッサ                     | INAC神戸レオネッサ             | 兵庫県   | ノエビアスタジアム神戸                        | なでしこ1部  | 2021-22      |
| サンフレッチェ広島レジーナ             | サンフレッチェ広島レジーナ     | 広島県   | エディオンピースウイング広島                  | 新設         | 2021-22      |

- チーム名および呼称は「Wリーグ規約 第3章第22条」（2023年11月22日改正分）より参照[61]

1. ↑  なでしこ2部・FC十文字VENTUSを母体
2. ↑  2024年1月までは広島広域公園第一球技場

### 初年度の参加が見送られたクラブ
なお、初年度参加を見送られた6クラブのうち、判明しているのは以下のとおりである。
- 群馬FCホワイトスター（関東1部）[62]
- 大和シルフィード（なでしこ2部）[63]
- 伊賀FCくノ一三重（なでしこ1部）[64]
- ディアヴォロッソ広島（中国2部）[65]

また、参加申請を見送ったのが判明しているのは以下のとおりである。
- 愛媛FCレディース（なでしこ1部）[66]

## 結果
| 年度    | 優勝                               | 2位                          | 3位                            | クラブ数 |
| ------- | ---------------------------------- | ---------------------------- | ------------------------------ | -------- |
| 2021-22 | INAC神戸レオネッサ (1)             | 三菱重工浦和レッズレディース | 日テレ・東京ヴェルディベレーザ | 11       |
| 2022-23 | 三菱重工浦和レッズレディース (1)   | INAC神戸レオネッサ           | 日テレ・東京ヴェルディベレーザ | 11       |
| 2023-24 | 三菱重工浦和レッズレディース (2)   | INAC神戸レオネッサ           | 日テレ・東京ヴェルディベレーザ | 12       |
| 2024-25 | 日テレ・東京ヴェルディベレーザ (1) | INAC神戸レオネッサ           | 三菱重工浦和レッズレディース   | 12       |

## 統計

### クラブ別優勝回数
優勝クラブは、翌シーズン着用するユニフォームに「WEリーグチャンピオンマーク」を装着する。
| クラブ名                       | 回数 | 優勝年度        |
| ------------------------------ | ---- | --------------- |
| 三菱重工浦和レッズレディース   | 2    | 2022-23,2023-24 |
| INAC神戸レオネッサ             | 1    | 2021-22         |
| 日テレ・東京ヴェルディベレーザ | 1    | 2024-25         |

### クラブ別通算成績
2024-25シーズン終了時
| クラブ名                       |   | 年 | 試 |    | 勝 | 分  | 敗  |      | 得 | 失  | 差  |
| ------------------------------ | - | -- | -- | -- | -- | --- | --- | ---- | -- | --- | --- |
| マイナビ仙台レディース         |   | 4  | 84 |    | 23 | 20  | 41  |      | 82 | 133 | -51 |
| 三菱重工浦和レッズレディース   | 4 | 84 | 61 | 14 | 9  | 177 | 71  | +106 |    |     |     |
| RB大宮アルディージャWOMEN      | 4 | 84 | 20 | 24 | 40 | 72  | 127 | -55  |    |     |     |
| ちふれASエルフェン埼玉         | 4 | 84 | 22 | 16 | 46 | 78  | 133 | -55  |    |     |     |
| ジェフ千葉レディース           | 4 | 84 | 24 | 27 | 33 | 80  | 98  | -18  |    |     |     |
| 日テレ・東京ベレーザ           | 4 | 84 | 51 | 20 | 13 | 176 | 74  | +102 |    |     |     |
| ノジマステラ神奈川相模原       | 4 | 84 | 14 | 21 | 49 | 73  | 143 | -70  |    |     |     |
| AC長野パルセイロ・レディース   | 4 | 84 | 20 | 22 | 42 | 82  | 129 | -47  |    |     |     |
| アルビレックス新潟レディース   | 4 | 84 | 33 | 17 | 34 | 95  | 98  | -3   |    |     |     |
| セレッソ大阪ヤンマーレディース | 2 | 44 | 12 | 8  | 24 | 48  | 64  | -16  |    |     |     |
| INAC神戸レオネッサ             | 4 | 84 | 60 | 14 | 10 | 152 | 50  | +102 |    |     |     |
| サンフレッチェ広島レジーナ     | 4 | 84 | 32 | 21 | 31 | 97  | 92  | +5   |    |     |     |

## 通算記録

### 出場試合数
2025年5月17日現在
太字はWEリーグクラブ在籍選手。
| 順位 | 選手名     | 出場数 |
| ---- | ---------- | ------ |
| 1    | 伊藤美紀   | 84     |
| 1    | 大賀理紗子 | 84     |
| 1    | 岸みのり   | 84     |
| 1    | 成宮唯     | 84     |
| 5    | 石田千尋   | 83     |
| 5    | 井上綾香   | 83     |
| 5    | 中島依美   | 83     |
| 5    | 吉田莉胡   | 83     |
| 5    | 脇阪麗奈   | 83     |
| 10   | 上野真実   | 82     |
| 10   | 瀬戸口梢   | 82     |
| 10   | 中嶋淑乃   | 82     |
| 10   | 三宅史織   | 82     |

### 得点数
2025年5月17日現在
太字はWEリーグクラブ在籍選手。
| 順位 | 選手名     | 出場数 | 得点数 | 1試合平均 |
| ---- | ---------- | ------ | ------ | --------- |
| 1    | 清家貴子   | 62     | 35     | 0.565     |
| 2    | 田中美南   | 59     | 31     | 0.525     |
| 2    | 上野真実   | 82     | 31     | 0.378     |
| 4    | 菅澤優衣香 | 56     | 29     | 0.518     |
| 5    | 矢形海優   | 77     | 28     | 0.364     |
| 6    | 藤野あおば | 51     | 24     | 0.471     |
| 7    | 島田芽依   | 78     | 22     | 0.282     |
| 7    | 成宮唯     | 84     | 22     | 0.262     |
| 9    | 井上綾香   | 73     | 21     | 0.253     |
| 9    | 滝川結女   | 81     | 21     | 0.259     |

## 音楽
選手入場やセレモニーの際に使用するWEリーグアンセムとして、ギタリストの春畑道哉(TUBE)制作の「WE PROMISE」に決定した。春畑はJリーグ公式テーマソング「J'S THEME」も手がけている。

## マスコットキャラクター
ウィーナ
- 2023年9月12日生まれ[注釈 1]。
- WEリーグの「ウィー」と勝者を意味する「winner」をイメージし、公募の寄せられた名前の中から命名[74]。
- 天真爛漫な性格で、天性のムードメーカー[74]。
- ハーモニーカラーの耳、未来を見通すストロベリーアイ、幸運のカギしっぽ、ハート形の肉球を持つ[74]。

## 主催団体および協賛団体

### 主催団体
- 公益財団法人日本サッカー協会 (JFA)
- 公益社団法人日本女子プロサッカーリーグ

### 協賛団体

#### 協賛団体一覧
2025年6月30日現在
| 協賛カテゴリー種別                          | 契約開始年 | 協賛団体名                          |
| ------------------------------------------- | ---------- | ----------------------------------- |
| タイトルパートナー                          | 2024年     | SOMPOホールディングス               |
| ゴールドパートナー/グラスルーツパートナー   | 2021年     | ダイハツ工業                        |
| シルバーパートナー                          | 2023年     | クラシエ                            |
| シルバーパートナー                          | 2025年     | 西原商会                            |
| シルバーパートナー/オフィシャルサプライヤー | 2021年     | ビーズインターナショナル            |
| ブロードキャスティングパートナー            | 2021年     | DAZN (2021-22シーズンから8シーズン) |
| オフィシャルメディアパートナー              | 2024年     | 読売新聞東京本社                    |
| ソーシャルインパクトパートナー              | 2023年     | KPMGコンサルティング                |
| オフィシャルエクイップメントパートナー      | 2021年     | モルテン                            |
| オフィシャルチケッティングパートナー        | 2021年     | ぴあ (チケットぴあ)                 |

出典: 

## テレビ放送・ネット配信実績
- DAZN（2021シーズンの第1節は同社公式YouTubeでも無料配信した）[85][86]
- 日本テレビ（日テレ・東京ヴェルディベレーザ主催の一部試合）[86]
- テレビ埼玉（埼玉県内のチーム主催の一部試合）
- 朝日放送テレビ（INAC神戸レオネッサ主催の一部試合）[86]
- 東北放送、仙台放送（マイナビ仙台レディース主催の一部試合）
- テレビ神奈川（ノジマステラ神奈川相模原の一部の試合）
- テレビ東京（2022年10月1日に開催された 2022-23 WEリーグカップの決勝戦）

## 受賞
- 2021年度 JOCスポーツ賞 女性スポーツ賞[87]